# Arius dispar
Arius dispar är en fiskart som beskrevs av Herre 1926. Arius dispar ingår i släktet Arius och familjen Ariidae. Inga underarter finns listade i Catalogue of Life.